# 移動体識別用特定小電力無線局
移動体識別用特定小電力無線局（いどうたいしきべつようとくていしょうでんりょくむせんきょく）は、特定小電力無線局の一種のパッシブ型RFIDのことである。

## 定義
総務省令電波法施行規則第6条第4項第2号(10)に、
移動体識別（設備規則第24条第15項に規定する移動体識別をいう。）用で使用するものであつて、次に掲げる周波数の電波を使用するもの
(一) 915MHzを超え930MHz以下の周波数（屋内において使用する場合に限る。）
(二) 2,400MHzを超え2483.5MHz以下の周波数
と定義している。
2012年（平成24年）12月5日現在
促音の表記は原文ママ、設備規則は無線設備規則の略
総務省告示周波数割当計画では別表9-10に規定

している。

## 概要
特定小電力無線局として共通の特徴は、特定小電力無線局#概要を参照。
パッシブ型電子タグシステムに用いられるものであり、同周波数帯の同用途に、最大空中線電力1Wの構内無線局が、同250mWの陸上移動局があるところから、移動体識別用特定小電力無線局は小電力電子タグシステムと通称される。
この周波数帯はアクティブ型RFIDも利用するが、これについてはテレメーター用、テレコントロール用及びデータ伝送用特定小電力無線局の一種として規定される。
電波産業会（略称ARIB）（旧称、電波システム開発センター（略称RCR））が、無線設備規則第49条の14第6号、第9号及び第10号並びに関連告示の技術基準を含めて、標準規格
- RCR STD-29 特定小電力無線局2.4GHz帯移動体識別用無線設備[3]
- ARIB STD-T81 特定小電力無線局周波数ホッピング方式を用いる2.4GHz帯移動体識別用無線設備[4]
- ARIB STD-T107 特定小電力無線局920MHz帯移動体識別用無線設備[5]

を策定している。

## 技術基準
|              | 周波数ホッピング方式                                                                                  | 周波数ホッピング方式以外                                             |
| ------------ | --- | -------------------------------------------------------------------- |
| 周波数       | 2.44175GHz                                                                                            | 2.448875GHz                                                          |
| 指定周波数帯 | 2400MHz～2483.5MHz                                                                                    | 2427.00MHz～2470.75MHz                                               |
| 電波型式     | スペクトラム拡散方式                                                                                  | N0N、A1D、AXN、F1D、F2D、G1D                                         |
| 空中線電力   | 2400MHz以上2427MHz未満又は 2470.75MHzを超えて2483.5MHz以下 平均電力10mW/1MHz以下でかつ総電力260mW以下 | 10mW以下                                                             |
| 空中線電力   | 2400MHz以上2483.5MHz以下、 但し2427MHz以上2470.75MHz以下を含む 平均電力3mW/1MHz                       | 10mW以下                                                             |
| 空中線       | 規定しない                                                                                            | 絶対利得は原則として3dB以下 条件により不足分をアンテナで補うことは可 |
| 混信防止機能 | 識別信号の送受による制御 使用者による周波数切替および発射停止                                         | 識別信号の送受による制御 使用者による周波数切替および発射停止        |

| 指定周波数帯 | 916.8MHz、918.0MHz、919.2MHz 920.4MHz～923.4MHzで200kHz間隔          |                                                                      |
| 電波型式     | N0N、A1D、AXN、H1D、R1D、J1D、F1D、F2D、G1D                          |                                                                      |
| 空中線電力   | 250mW以下                                                            |                                                                      |
| 空中線       | 絶対利得は原則として3dB以下 条件により不足分をアンテナで補うことは可 | 絶対利得は原則として3dB以下 条件により不足分をアンテナで補うことは可 |
| 混信防止機能 | 送信時間制御 キャリアセンス機能                                      | 送信時間制御 キャリアセンス機能                                      |

無線チャネル
| 番号                                            | 中心周波数 |
| ----------------------------------------------- | ---------- |
| 5                                               | 916.8MHz   |
| 11                                              | 918.0MHz   |
| 17                                              | 919.2MHz   |
| 23                                              | 920.4MHz   |
| 24                                              | 920.6MHz   |
| 25                                              | 920.8MHz   |
| 26                                              | 921.0MHz   |
| 27                                              | 921.2MHz   |
| 28                                              | 921.4MHz   |
| 29                                              | 921.6MHz   |
| 30                                              | 921.8MHz   |
| 31                                              | 922.0MHz   |
| 32                                              | 922.2MHz   |
| 33                                              | 922.4MHz   |
| 34                                              | 922.6MHz   |
| 35                                              | 922.8MHz   |
| 36                                              | 923.0MHz   |
| 37                                              | 923.2MHz   |
| 38                                              | 923.4MHz   |
| チャネル23以上は最大5隣接単位チャネルまで動作可 |            |

## 旧技術基準による機器の使用期限
無線設備規則のスプリアス発射等の強度の許容値に関する技術基準の改正により、旧技術基準に基づき認証された適合表示無線設備に使用期限が設定
された。
但し2.4GHz帯周波数ホッピング方式は除外される。
対象となるのは、2.4GHz帯（定義(二)のもの）周波数ホッピング方式以外で、
- 「平成17年11月30日」[9]までに認証された適合表示無線設備
- 経過措置として、旧技術基準により「平成19年11月30日」までに認証された適合表示無線設備[10]

である。
この期限は、後にコロナ禍により「当分の間」延期
された。
詳細は特定小電力無線局#旧技術基準による機器の使用期限を参照。

## 技適未取得機器を用いた実験等の特例
免許を要しない無線局#第4条の2も参照
電波法施行規則第6条の2の4に規定する機器は、技術基準適合証明を取得していなくても届出から180日以内は、実験等無線局として使用できる。
但し同一目的での期間延長はできない。
移動体識別用の対象は、920MHz帯（定義(一)のもの）である。

## 沿革
1992年（平成4年）
- 特定小電力無線局の一種として制度化[14]

  - 周波数は2.4GHz帯、空中線電力は最大10mW
  - 周波数ホッピング方式とそれ以外のものとがあった。
  - 呼出名称記憶装置の搭載が義務付けられていたが、メーカー記号と製造番号を送信するもので具体的な使用者を特定できるものではなかった。
- RCRが「RCR STD-29」を策定[3]

1998年（平成10年）- 呼出名称記憶装置の搭載が廃止、混信防止機能の搭載が義務付け

2002年（平成14年）- ARIBが「RCR STD-T81」を策定
2003年（平成15年）- 周波数ホッピング方式が2441.75MHz、それ以外は2448.875MHzに

2005年（平成17年）
- 電波の利用状況調査で、770MHzを超え3.4GHz以上の特定小電力無線局を含む免許不要局の出荷台数を公表[17]
  - 以降、三年周期で公表

2006年（平成18年）- 950MHz帯が周波数953.5MHzとして割当て
2010年（平成22年）
- 950MHz帯の周波数が953.5MHzが954.8MHzとなり、周波数幅が拡張[20][21]

  - 改正前の950MHz帯で認証を受けた適合表示無線設備は「平成30年3月31日」で使用不可に[22]

2011年（平成23年）
- 920MHz帯が割り当てられ、これに伴い950MHz帯の使用は「平成30年3月31日」までに[23][24]

- 2.4GHz帯の周波数ホッピング方式以外の空中線電力が最大250mWに緩和[25]

2012年（平成24年）- 電波の利用状況調査の周波数の境界が770MHzから714MHzに変更

2017年（平成29年）- ARIBが「RCR STD-T107」を策定
2018年（平成30年）- 950MHz帯は廃止
2020年（令和2年）- 技適未取得機器を用いた実験等の特例の対象に
2022年（令和4年）- 電波の利用状況調査で、714MHz超の免許不要局の出荷台数を公表
- 以降、二年周期で公表[28]

### 出荷台数
| 周波数帯                  | 平成13年度 | 平成14年度 | 平成15年度                                         | 出典 |                                                    |
| ------------------------- | ---------- | ---------- | -------------------------------------------------- | --- | -------------------------------------------------- |
| 2.4GHz帯                  | －         | 38         | 637                                                | 第2章 電波利用システムごとの調査結果（免許不要局） 注 上段は周波数ホッピング式、下段は周波数ホッピング式以外 |                                                    |
| 2.4GHz帯                  | 215        | 1,022      | 912                                                | 第2章 電波利用システムごとの調査結果（免許不要局） 注 上段は周波数ホッピング式、下段は周波数ホッピング式以外 |                                                    |
| 周波数帯                  | 平成16年度 | 平成17年度 | 平成18年度                                         | 出典 |                                                    |
| 950MHz帯                  | －         | －         | 88                                                 | 第2章 電波利用システムごとの調査結果（免許不要局）                                                           |                                                    |
| 2.4GHz帯                  | 3,992      | 7,592      | 6,825                                              | 第2章 電波利用システムごとの調査結果（免許不要局）                                                           |                                                    |
| 周波数帯                  | 平成19年度 | 平成20年度 | 平成21年度                                         | 出典 |                                                    |
| 950MHz帯                  | 1.420      | 1,237      | 1,756                                              | 第2章 電波利用システムごとの調査結果（免許不要局）                                                           |                                                    |
| 2.4GHz帯                  | 66,292     | 5,096      | 5,006                                              | 第2章 電波利用システムごとの調査結果（免許不要局）                                                           |                                                    |
| 周波数帯                  | 平成22年度 | 平成23年度 | 平成24年度                                         | 出典 |                                                    |
| 950MHz帯                  | 321        | 2,310      | 22,876                                             | 第2章 電波利用システムごとの調査結果（免許不要局）                                                           |                                                    |
| 2.4GHz帯                  | 276        | 199        | 115                                                | 第2章 電波利用システムごとの調査結果（免許不要局）                                                           |                                                    |
| 周波数帯                  | 平成25年度 | 平成26年度 | 平成27年度                                         | 出典 |                                                    |
| 920MHz帯                  | 4,053      | 2,550      | 5,845                                              | 第2章 電波利用システムごとの調査結果（免許不要局）                                                           |                                                    |
| 2.4GHz帯                  | 1,535      | 550        | 73                                                 | 第2章 電波利用システムごとの調査結果（免許不要局）                                                           |                                                    |
| 周波数帯                  | 平成28年度 | 平成29年度 | 平成30年度                                         | 出典 |                                                    |
| 915MHz超 930MHz以下       | 17,033     | 41,815     | 196,646                                            | 第2章 電波利用システムごとの調査結果（免許不要局）                                                           |                                                    |
| 2,400MHz超 2,483.5MHz以下 | 602        | 16,538     | 107,717                                            | 第2章 電波利用システムごとの調査結果（免許不要局）                                                           |                                                    |
| 周波数帯                  | 令和元年度 | 令和2年度  | 出典                                               | 出典 |                                                    |
| 915MHz超 930MHz以下       | 250,199    | 233,253    | 第2章 電波利用システムごとの調査結果（免許不要局） | 第2章 電波利用システムごとの調査結果（免許不要局）                                                           | 第2章 電波利用システムごとの調査結果（免許不要局） |
| 2,400MHz超 2,483.5MHz以下 | 235        | 627        | 第2章 電波利用システムごとの調査結果（免許不要局） | 第2章 電波利用システムごとの調査結果（免許不要局）                                                           | 第2章 電波利用システムごとの調査結果（免許不要局） |

## 廃止
950MHz帯の廃止時点の情報を参考として掲げる。
チャネル番号はARIB STD-T90 特定小電力無線局950MHz帯移動体識別用無線設備（廃止済み）による。
| 周波数       | 954.8MHz                                                             |
| 指定周波数帯 | 952.0MHz～957.6MHz                                                   |
| 電波型式     | N0N、A1D、AXN、H1D、F2D、R1D、J1D、G1D                               |
| 空中線電力   | 10mW以下                                                             |
| 空中線       | 絶対利得は原則として3dB以下 条件により不足分をアンテナで補うことは可 |
| 混信防止機能 | 送信時間制御 キャリアセンス機能                                      |

| 番号                                  | 中心周波数 |
| ------------------------------------- | ---------- |
| 7                                     | 952.2MHz   |
| 8                                     | 952.4MHz   |
| 9                                     | 952.6MHz   |
| 10                                    | 952.8MHz   |
| 11                                    | 953.0MHz   |
| 12                                    | 953.2MHz   |
| 13                                    | 953.4MHz   |
| 14                                    | 953.6MHz   |
| 15                                    | 953.8MHz   |
| 16                                    | 954.0MHz   |
| 17                                    | 954.2MHz   |
| 18                                    | 954.4MHz   |
| 19                                    | 954.6MHz   |
| 20                                    | 954.8MHz   |
| 21                                    | 955.0MHz   |
| 22                                    | 955.2MHz   |
| 最大3隣接単位チャネルまで同時に動作可 |            |

920MHz帯への移行促進の為、新たにこの周波数帯を携帯電話業務に使用するソフトバンク（旧称ソフトバンクモバイル）が期限内に無線機を取り替える費用を負担する「終了促進措置」を実施していた。